# Tatsuya Masushima
Tatsuya Masushima (jap. 増嶋 竜也 Masushima Tatsuya; ur. 22 kwietnia 1985) – japoński piłkarz. Obecnie występuje w Vegalta Sendai.

## Kariera klubowa
Od 2004 roku występował w klubach FC Tokyo, Ventforet Kofu, Kyoto Sanga F.C., Kashiwa Reysol i Vegalta Sendai.

## Kariera reprezentacyjna
W 2005 roku Tatsuya Masushima zagrał na Mistrzostwach Świata U-20.